# Aphonopelma odelli
Aphonopelma odelli är en spindelart som beskrevs av Smith 1995. Aphonopelma odelli ingår i släktet Aphonopelma och familjen fågelspindlar. Inga underarter finns listade i Catalogue of Life.